# فيرن إم. سميث
فيرن إم. سميث (بالإنجليزية: Fern M. Smith)‏ هي قاضية ومحامية أمريكية، ولدت في 7 نوفمبر 1933 في سان فرانسيسكو في الولايات المتحدة.